# Liste des chefs de Manu'a
Voici la liste des chefs de l'île de Manu'a, partie des Samoa américaines.

## Chefs (tui)
- Vers 1828 : Taalolomana Fanaese
- Vers 1836 : Tauveve
- Avant 1888-1er juillet 1891 : Tauilima Alalamua
- 1er juillet 1891-29 octobre 1895 : Matelita
- 1899-2 avril 1909 : Elisara